# Nova Trento
Nova Trento es un municipio brasileño del estado de Santa Catarina. Tiene una población estimada al 2022 de 13 727 habitantes. Forma parte de la Región Metropolitana de Florianópolis.
Se localiza a una latitud 27º17'09" sur y a una longitud 48º55'47" oeste, a una altitud de 30 metros. Posee una área de 402.85 km².
Repartidas por los barrios, Nova Trento también cuenta con más de 40 capillas. 

## Historia
En 1875, momento de gran inmigración europea a Brasil, muchos inmigrantes, entre ellos italianos, alemanes, austríacos y polacos, se instalaron en Santa Catarina. Entre los inmigrantes austríacos, provenientes del antiguo Imperio austrohúngaro, llegaron a la región familias de la región del Tirol. Los tiroleses de lengua italiana se encontraban en dificultades en su tierra de origen, a causa de las crisis en el sector agrario ocasionadas por las guerras de unificación italiana, que debilitaron el comercio local. 
Los inmigrantes tiroleses entraron en el Valle del Itajaí junto con los colonos alemanes y también fueron alentados por el Dr. Blumenau. Eran todos trentinos, es decir, austriacos de habla italiana. En 1892, bautizaron la nueva colonia como Nova Trento ("Nueva Trento") en homenaje a la principal ciudad de Tirol del Sur (ahora llamado Trentino). Allí se formó una comunidad agrícola y profundamente católica. 
La región tirolesa permaneció unida a Austria desde 1363 hasta 1918 (fin de la Primera Guerra Mundial), cuando la parte sur del antiguo condado (incluyendo el actual Trentino, entonces llamado  "Tirol italiano") se anexó a Italia. Nova Trento era hasta esa fecha la mayor colonia austríaca del Brasil y, después de la guerra, se convirtió en una de las mayores colonias "italianas" de Santa Catarina. 
El Imperio austrohúngaro se caracterizó por reunir a diferentes pueblos, de distintas lenguas y culturas. La región de Trentino se caracteriza por ser de habla italiana, pero con algunas históricas influencias germánicas. Actualmente, la provincia autónoma de Trento cuenta con un estatuto de autonomía bastante amplio que garantiza sus características sociales, económicas e históricas en la Italia actual.
Aunque inicialmente fue una colonia austríaca (sus fundadores procedían del Imperio austrohúngaro y tenían pasaportes austríacos), sus fundadores trentinos eran todos de habla italiana, porque eran los "italianos del Tirol". Nova Trento todavía rinde culto a las tradiciones, costumbres y religiosidad de sus antepasados. Algunos hablan el Talian.
Actualmente, Nueva Trento es el segundo mayor polo de turismo religioso de Brasil, en virtud de las peregrinaciones de fieles que van a visitar la ciudad donde vivió Santa Paulina del Corazón Agonizante de Jesús, la primera santa brasileña, aunque nacida en Europa. En su honor, en 2006 se inauguró el Santuário Santa Paulina, punto de peregrinación de la ciudad.